# Уокер, Мэйвис
Мэ́йвис Уо́кер (англ. Mavis Walker; 27 июля 1913, Вулверхэмптон — 4 февраля 1999, Лондон) — британская актриса.
Играла в различных лондонских театрах, в том числе в Королевском театре Хеймаркет. В середине 1970-х гг. участвовала в международном турне Майкла Редгрейва в антрепризе, исполнявшей пьесы о британских монархах из серии «Пустая корона». Снималась в ряде телефильмов, дебютировав в 1936 г. в главной роли в комедии Херберта Прентиса «Смейся вместе со мной»; в последний раз появилась на телеэкране в 1989 г. в сериале «Война и воспоминания».
Преподавала в Королевской академии драматического искусства, опубликовала учебное пособие «Отрывки для прослушивания, для актрис (Пятьдесят монологов из современной драматургии)» (англ. Audition Pieces For Actresses).
Наиболее известна как компаньонка Джона Гилгуда на протяжении 1980-х гг., сопровождавшая его при киносъёмках за пределами Англии. В ходе одной из таких киносъёмок исполнила эпизодическую роль Лилиан, жены дирижёра Ласоцкого в исполнении Гилгуда, в фильме Анджея Вайды «Дирижёр» (1979).